# Nickeligkeit
Nickeligkeit (auch Nickligkeit; meist im Plural verwendet; von „Nickel“ = Wassermann, Kobold, übertragen „eigensinniger, mutwilliger Mensch“) beschreibt eine starrsinnige, mutwillig rücksichtslose Charaktereigenschaft oder eine darauf zurückzuführende Handlung.

## Sport
Im Sport, hauptsächlich im Fußball, wird mit dem Begriff eine Spielweise bezeichnet, bei welcher der Gegner mit kleinen Fouls eingedeckt wird, die sich im Grenzbereich der Regelwidrigkeit bewegen. Spricht man von einer ruppigen Fußballbegegnung, muss diese nicht viele harte Fouls beinhaltet haben, sondern kann ebenso durch zahlreiche Nickeligkeiten gekennzeichnet gewesen sein.